# أسرى الحرب الثورية الأمريكية

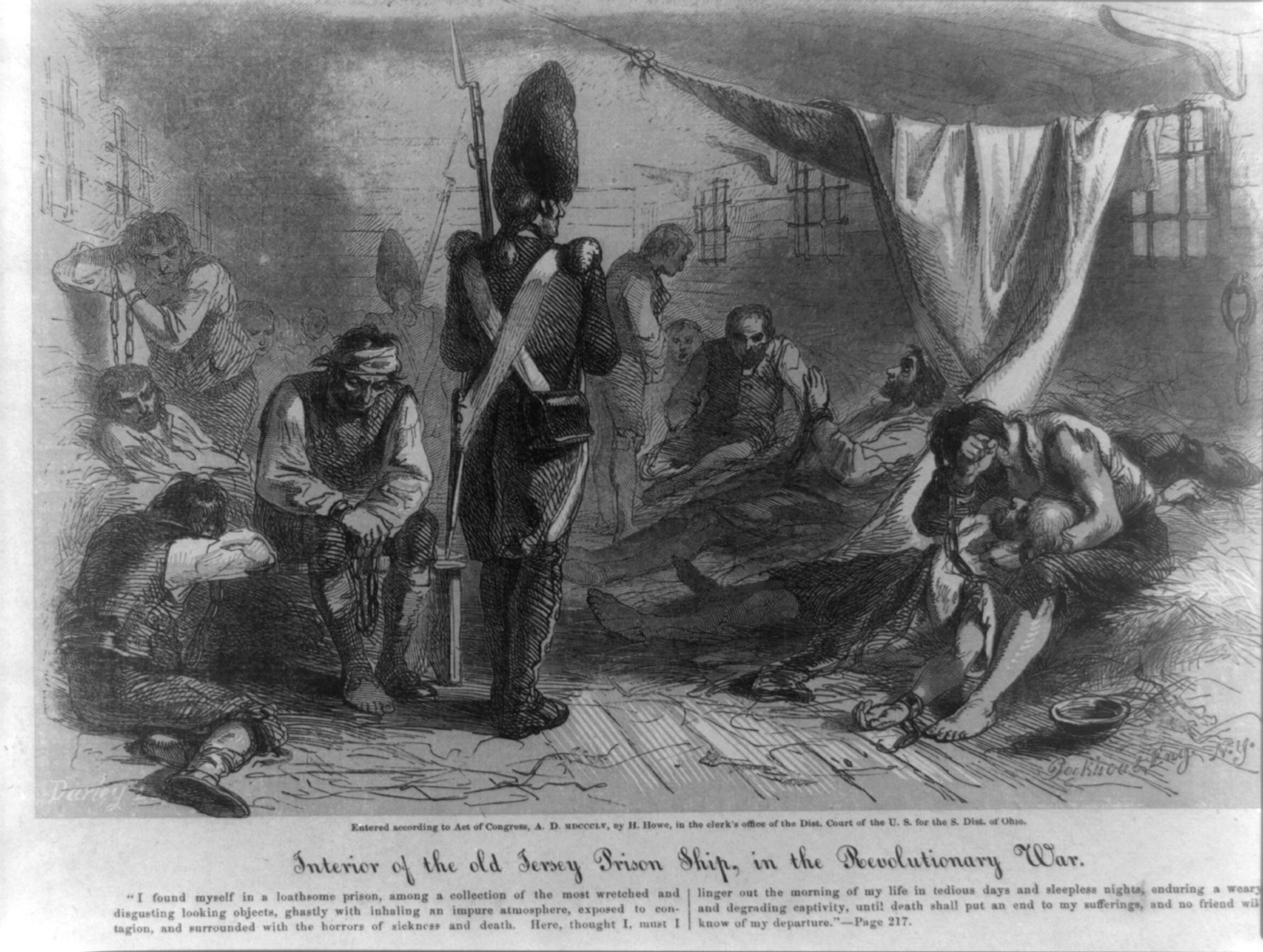
أسرى الحرب الثورية الأميركية

خلال الحرب الثورية الأمريكية (1775 – 1783)، كانت إدارة أسرى الحرب ومعاملتهم مختلفة تمامًا عن معايير الحرب الحديثة. تفترض المعايير الحديثة، كما هو موضح في اتفاقيات جنيف في القرون التي تلت تلك الحرب، أن الاعتناء بالأسرى يكون من قِبل آسريهم. كان أحد الاختلافات الأساسية في القرن الثامن عشر هو انتظار توفير الرعاية والإمدادات للأسرى من قِبل طرفهم المقاتل أو مواردهم الخاصة.

## الأسرى الأمريكيون
أعلن ملك بريطانيا العظمى، جورج الثالث، عام 1775 أن القوات الأمريكية خائنة، مما حرم مقاتليها من صفة أسرى الحرب. على أي حال، تضمنت الاستراتيجية البريطانية في بداية النزاع السعي للوصول إلى تسوية قائمة على التفاوض، وبالتالي امتنع المسؤولون عن محاكمة الأسرى أو شنقهم، وهو الإجراء المعتاد في حالة الخيانة، وذلك لتجنب المخاطرة بأي تعاطف شعبي لا زال البريطانيون يتمتعون به. أدت حالة الإهمال التي اتبعتها بريطانيا العظمى إلى حدوث المجاعة والأمراض. على الرغم من عدم تنفيذ أي حالات إعدام رسمية، إلا أن الإهمال حقق نفس نتائج الشنق.
عادة ما جُمع أسرى الحرب الأمريكيون في مواقع كبيرة، تمكن البريطانيون من احتلالها لفترات طويلة من الزمن. كانت نيويورك، وفيلادلفيا عام 1777، وتشارلستون في كارولاينا الجنوبية، من المدن الكبرى التي استُخدمت لاحتجاز أسرى الحرب الأمريكيين. كانت المرافق هناك محدودة. كان جيش الاحتلال في بعض الأحيان أكبر من مجموع السكان المدنيين. اتُهم الجراح المسؤول عن مستشفيات نيويورك التي تضم سجناء أمريكيين، ويُدعى فرانسيس مرسييه، بقتل الأسرى بالسم والاعتداء، وأُعدم في النهاية لارتكاب جريمة لا علاقة لها بتلك الحوادث.
استخدم البريطانيون معقل الموالين في مدينة سانت أوغسطين بولاية فلوريدا لاحتجاز السجناء الوطنيين. من بين السجناء البارزين العميد غريفيث روذرفورد من لواء مقاطعة سالزبوري.

### سفن السجون
استخدم البريطانيون السفن المهملة أو المستولى عليها أو المعطوبة بمثابة سجون أسرٍ. كانت أوضاعها مزرية، وكان عدد الأمريكيين الذين توفوا بسبب الإهمال في السجن أكثر من الذين قتلوا في المعارك. عين الجيش القاري مفوضًا لتموينهم، إلا أن المهمة كانت شبه مستحيلة. كان الياس بودينوت، بصفته أحد المفوضين، يتحدى عوامل أخرى لجمع الإمدادات لجيش واشنطن في وادي فورج. كتب المؤرخ إدوين جي. بوروز أنه «بحلول نهاية عام 1776، قتل المرض والجوع ما لا يقل عن نصف أولئك الذين أُسروا في لونغ آيلاند وربما ثلثي المأسورين في حصن واشنطن – ما بين 2,000 و2,500 رجل في غضون شهرين».
خلال الحرب، وضعت السلطات البريطانية ما لا يقل عن 16 سفينة سجن، منها سفينة إتش إم إس جيرسي الشائنة، في مياه خليج والاباوت قبالة شواطئ بروكلين في نيويورك لتكون مكانًا لاحتجاز آلاف الجنود والبحارة الأمريكيين من نحو عام 1776 إلى نحو عام 1783. تعرض أسرى الحرب للمضايقات والإساءات من قِبل الحراس الذين عرضوا، دون نجاح يذكر، الإفراج عمن يوافق على الخدمة في البحرية البريطانية. توفي أكثر من 10,000 أسير حرب أمريكي بسبب الإهمال. غالبًا ما كانت جثثهم تُلقى في البحر، وفي بعض الأحيان كانت تُدفن في مقابر قليلة العمق على طول الخط الساحلي المتآكل.
تكشفت العديد من الجثث أو جُرفت بواسطة الأمواج واستعادها السكان المحليون على مر السنين ودُفنت لاحقًا في مكان مجاور في نصب شهداء سفن السجن في حديقة فورت غرين، والتي كانت ذات يوم مسرحًا لجزءٍ من معركة لونغ آيلاند. كان من بين الناجين من سفن السجون البريطانية، الشاعر فيليب فرينو وعضوي الكونغرس روبرت براون وجورج ماثيوز. شارك الأخير في جهود داعمة واسعة النطاق لتحسين أحوال السَجن على متن السفن.
كانت الثورة الأمريكية حربًا باهظة الثمن، وأدى نقص الأموال والموارد إلى تردي أوضاع سفن السجون البريطانية. أدى مناخ الجنوب إلى تفاقم الظروف الصعبة. كان السبب الرئيسي للوفاة في سفن السجون هو الأمراض، مقارنةً بالجوع. عانى البريطانيون من قلة الإمدادات الطبية ذات النوعية الجيدة ومن عدم وفرتها لجنودهم، وبالتالي كانت مخصصات الأسرى قليلة للغاية. في الشمال بعيدًا عن الشاطئ، تسببت الظروف على متن سفن السجن في تجنيد العديد من السجناء في الجيش البريطاني حتى ينجوا بحياتهم. احتُجز معظم أسرى الحرب الأمريكيين الذين نجوا من السجن حتى أواخر عام 1779، وذلك حين جرت مقايضتهم بأسرى حرب بريطانيين. غالبًا ما نُقل السجناء الذين يعانون من شدة المرض إلى سفن المستشفيات، لكن قلة الإمدادات لم تجعل سفن المستشفيات أفضل حالًا من سفن السجون.

### عمال السجون وغيرهم من السجناء لدى البريطانيين
جرى إيواء السجناء الأمريكيين في أجزاء أخرى من الإمبراطورية البريطانية أيضًا. سُخّر أكثر من 100 سجين للعمل في مناجم الفحم في كيب بريتون، نوفا سكوشا – اختاروا لاحقًا الانضمام إلى البحرية البريطانية لضمان حريتهم. احتُجز سجناء أمريكيون آخرون في إنجلترا (بورتسموث وبليموث وليفربول وديل وويموث) وأيرلندا وأنتيغوا. بحلول أواخر عام 1782، كانت إنجلترا وأيرلندا تأوي أكثر من 1,000 سجين أمريكي، نُقلوا عام 1783 إلى فرنسا قبل إطلاق سراحهم النهائي.
احتجز الموالون أسرى حرب الجيش القاري القادمين من تشري فالي في حصن نياغارا بالقرب من شلالات نياغارا في مدينة نيويورك وفي حصن تشامبلي بالقرب من مونتريال.

## رد الفعل والأثر
كان لأسر الآلاف من البريطانيين على أيدي الأمريكيين الأثر الكبير في ثني المسؤولين البريطانيين عن شنق الأسرى الاستعماريين، على الرغم من الآمال المفقودة بالتوصل إلى تسوية عند هذه المرحلة، خوفًا من الانتقام الذي قد يمارسه الأمريكيون على الأسرى المحتجزين. بعد أسر جيش الاتفاقية، ازداد معدل تبادل الأسرى بشكل كبير.
خلال السنوات الأولى من النزاع، حاول الكونغرس القاري منح أسرى الحرب نفس مقدار المؤن الممنوحة للجنود الذين يحرسونهم. ومع ذلك، بعد أسر جيش الاتفاقية، أصبحت الموارد شحيحة واضطرت الحكومة الفيدرالية إلى الاعتماد على حكومات الولايات لتموين أسرى الحرب. من عام 1777 إلى عام 1778، كان الجنرال كلينتون يوفر الطعام لجيش الاتفاقية، لكنه قرر في النهاية إنهاء مساعدته ووضع العبء الاقتصادي الكامل لتموين السجناء على عاتق حكومة الولايات المتحدة. نُقل الأسرى من ولاية إلى أخرى من أجل تعويض نقص الموارد التي يمكن أن يمنحها الكونغرس للسجناء البريطانيين والألمان. عمومًا، كانت مسيرات النقل هذه نتيجة نقص المؤن.
بصرف النظر عن المسير الرسمي لجيش الاتفاقية، فقد استُعرض الأسرى عبر المدن بعد الانتصارات العسكرية كشكل من أشكال الاحتفال للأمريكيين والإذلال لأعدائهم. كان الهدف من المسيرات رفع الروح المعنوية بين الأمريكيين. كان للحرب الثورية آثار مدمرة على المجتمعات، وساعدت رؤية أمثلة واضحة على تقدم الولايات المتحدة وانتصارها، في كسب الدعم للمجهود الحربي.